# 크산티페땃쥐
크산티페땃쥐(Crocidura xantippe)는 땃쥐과에 속하는 포유류의 일종이다. 케냐와 탄자니아에서 발견된다. 자연 서식지는 건조한 사바나와 아열대 또는 열대 기후 지역의 건조한 관목 지대이다.